# Burgegg (Fischen im Allgäu)
Burgegg (mundartlich: Burgekh) ist ein Gemeindeteil der Gemeinde Fischen im Allgäu im bayerisch-schwäbischen Landkreis Oberallgäu.

## Geographie
Die Einöde liegt circa ein Kilometer östlich des Hauptorts Fischen. Westlich von Burgegg fließt die Iller.

## Ortsname
Der Ortsname bedeutet Burg am Winkel/an der Felskante.

## Geschichte
Burgegg wurde erstmals urkundlich im Jahr 1419 als Burgegg erwähnt. Es könnte sein, dass der Ort aus Oberau als Unterscheidung zum Ortsteil Au genannt wurde. 1972 wurde Burgegg von Schöllang nach Fischen umgemeindet.

### Burg

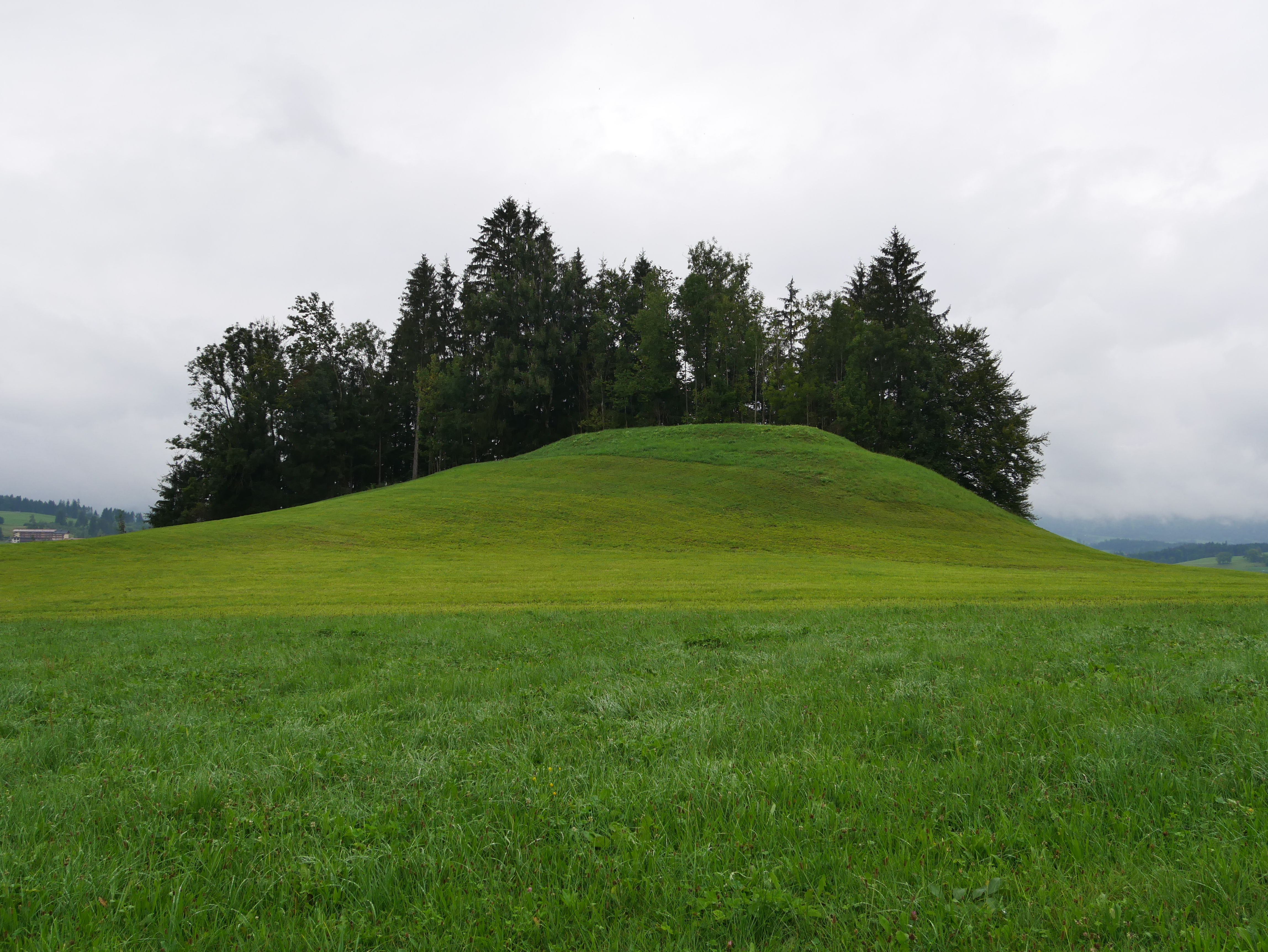
Burgstall Burgegg

Burgegg war vermutlich der Sitz der Herren von Schöllang. Nach deren Verschwinden traten die Herren von Burgegg im Jahr 1374 auf, die später zu Bürgern von Kempten wurden. Bis 1477 gehörte die Burg der Herren von Heimenhofen und dann dem Bischof von Augsburg.

## Baudenkmäler
Siehe: Liste der Baudenkmäler in Burgegg